# Effat Nagy
Effat Nagy (en árabe: عفت ناجي‎ , Nagi, Effat Naghi o Effat Nagui) (Alejandría, 5 de abril de 1905-El Cairo, 4 de octubre de 1994) fue una artista egipcia que dedicó parte de su obra a la exploración de la cultura egipcia.

## Trayectoria
Nació en el puerto mediterráneo de Alejandría en 1905. Effat Nagy procedía de una acaudalada familia de terratenientes de Alejandría. Tuvo acceso a una educación de élite para una chica de la época y fue educada en casa en música, matemáticas y literatura francesa. También se inició en el dibujo, la pintura y la música desde la adolescencia. Su hermano, el también artista Mohamed Nagy, reconoció el talento de Effat Nagy y consiguió una tutora de arte para que le enseñara en casa.
En 1937 obtuvo una beca a tiempo completo del Ministerio de Cultura de Egipto, un logro poco habitual en la época para una mujer. A partir de ese momento, se dedicó a estudiar el patrimonio de las distintas civilizaciones egipcias.
En 1945, se casó con el artista e investigador Saad Al-Khadem en 1945. Dos años después, con 42 años, comenzó su formación artística formal. De 1947 a 1949 estudió escultura, pintura al fresco y artes decorativas en la Academia de Bellas Artes de Roma. En 1949, Nagy conoció en París al pintor cubista André Lhote, que se convirtió en su profesor durante un año introduciéndola en el cubismo y el fovismo. En esa etapa, Nagy exploró junto a Lhote la arqueología egipcia.
Expuso sus obras con influencias fauvistas en Alejandría. En sus cuadros representaba la vida cotidiana de los campesinos, su trabajo y sus fiestas. Nagy representó a Egipto en la Bienal de Arte de Venecia en 1950, 1952 y 1956. A finales de la década de 1950, la obra de Nagy dio un giro estilístico, alimentado por su interés en la historia y las culturas populares egipcias y caracterizado por colores vibrantes y formas y figuras simplificadas.
En 1964, el Ministerio de Cultura egipcio le encargó, entre otros artistas, que reflexionara sobre el progreso de la construcción de la presa de Asuán. Se centró en el aspecto estructural del proyecto, creando una serie de pinturas gráficas en acrílico blanco y negro sobre tabla, como The High Dam (1966) y Les Formes Mécaniques (1966). Su obra imitaba los dibujos técnicos de construcción e intencionalmente no contaba con presencia humana, ya que Nagy quería reflejar su punto de vista sobre este proyecto industrializado, destacando el aspecto inhumano y de naturaleza destructiva. En 1964 expuso en la Exposición de la Gran Presa (as-Sad al-'Aali).
Parte de su obra se expuso en el Museo de Arte Moderno de París. Falleció en 1994.

## Legado
Se creó en El Cairo el Museo de Saad El-Khadem y Effat Nagy que contiene alrededor de 200 de sus pinturas y cerámicas, Conserva, también, 24 pinturas de Nagy y 34 de su marido, incluido un gran desnudo en el que Nagy es modelo. El edificio, además, alberga su antigua biblioteca, que contiene muchos libros útiles sobre folclore y astrología. Nagy dejó su casa al gobierno egipcio, pero fue el gobierno francés el que pagó la publicación de su biografía.
En 2024, su obra fue expuesta por cuarta vez, en la 60.ª Bienal de Venecia.